# Чемпионат мира по спортивному ориентированию 2016
Чемпионат мира по спортивному ориентированию 2016 года (англ. Nokian Tyres World Orienteering Championships 2016) — 33-й чемпионат мира, который проходил с 20 по 28 августа в городах Стрёмстад и Танум (Швеция). В чемпионате мира участвовали спортсмены из 47 стран. Медали разыгрались в пяти дисциплинах (спринт, спринт-эстафета, лонг (длинная дистанция), миддл (средняя дистанция), эстафета).

## Программа соревнований
| 17.08.2016 | Среда       | Прибытие                           | Стрёмстад          |
| 20.08.2016 | Суббота     | Спринт квалификация / Спринт финал | Стрёмстад          |
| 21.08.2016 | Воскресенье | Спринт — эстафета                  | Стрёмстад          |
| 22.08.2016 | Понедельник | День отдыха                        |                    |
| 23.08.2016 | Вторник     | Средняя дистанция                  | Танум              |
| 24.08.2016 | Среда       | День отдыха                        |                    |
| 25.08.2016 | Четверг     | Длинная дистанция                  | Стрёмстад (восток) |
| 26.08.2016 | Пятница     | День отдыха                        |                    |
| 27.08.2016 | Суббота     | Эстафета                           | Стрёмстад (восток) |

## Районы соревнований

### Спринт, спринт-эстафета (Стрёмстад)
Городская территория с узкими улочками, небольшими лесными районами и небольшими газонами. Также есть район с холмами. Высота над уровнем моря 0-40 м. В районе соревнований имеется автомобильный трафик.

### Средняя дистанция (Танум)
Местность неравномерная с множеством скал открытого типа. Болота различного размера. Хвойный лес, преимущественно сосны на холмах, ели и дубы в долинах. В основном очень хорошая видимость и пробегаемость. В некоторых местах более густая растительность и более молодой еловый лес может снизить скорость бега. Есть только несколько путей и небольших дорог в зону соревнований. Высота над уровнем моря 40-150 м.

### Длинная дистанция и эстафета (Стрёмстад восток)
Местность неравномерная с множеством скал открытого типа. Болота различного размера. Как правило, более старый лес с очень хорошей видимостью и пробегаемостью. Тем не менее, в эту область входит множество вересков, есть места вырубки и участки с молодой елью, что может снизить скорость движения. Также в районе соревнований имеются большие и средние по размерам дороги, тропы. Высота 40-200 м над уровнем моря.

## Страны участницы
- Австралия
- Австрия
- Аргентина
- Барбадос
- Беларусь
- Бельгия
- Болгария
- Великобритания
- Венгрия
- Германия
- Гонконг
- Дания
- Египет
- Израиль
- Ирландия
- Испания
- Италия
- Канада
- Кипр
- Китайский Тайбэй
- Китай
- Латвия
- Литва
- Нидерланды
- Новая Зеландия
- Норвегия
- Польша
- Португалия
- Республика Корея
- Россия
- Сербия
- Словакия
- США
- Турция
- Украина
- Уругвай
- Финляндия
- Франция
- Хорватия
- Черногория
- Чехия
- Чили
- Швейцария
- Швеция
- Эстония
- ЮАР
- Япония

## Результаты

#### Мужчины
| Дата       | Золото        | Серебро       | Бронза         | Дисциплина        |
| ---------- | ------------- | ------------- | -------------- | ----------------- |
| 20.08.2016 | Йеркер Лусель | Матиас Кибурц | Даниэль Хубман | Спринт            |
| 23.08.2016 | Матиас Кибурц | Олав Лунданес | Даниэль Хубман | Средняя дистанция |
| 25.08.2016 | Олав Лунданес | Тьерри Жоржу  | Даниэль Хубман | Длинная дистанция |

#### Женщины
| Дата       | Золото              | Серебро          | Бронза                        | Дисциплина        |
| ---------- | ------------------- | ---------------- | ----------------------------- | ----------------- |
| 20.08.2016 | Майя Альм           | Джудит Вайдер    | Анастасия Денисова            | Спринт            |
| 23.08.2016 | Туве Александерссон | Хайди Багстеволд | Наталья Гемперле              | Средняя дистанция |
| 25.08.2016 | Туве Александерссон | Наталья Гемперле | Анн Маргрете Хаускен Нордберг | Длинная дистанция |

#### Эстафеты
| Дата       | Золото                                                                    | Серебро                                                                          | Бронза                                                                        | Дисциплина         |
| ---------- | ------------------------------------------------------------------------- | -------------------------------------------------------------------------------- | ----------------------------------------------------------------------------- | ------------------ |
| 21.08.2016 | Дания 1. Сесили Фриберг Клыснер 2. Туя Лассен 3. Сорен Бобах 4. Майя Альм | Швейцария 1. Рахель Фридерих 2. Флориан Ховальд 3. Мартин Хцбман 4. Джудит Видер | Швеция 1. Лина Странд 2. Густав Бергман 3. Йонас Леандерссон 4. Хелена Янссон | Спринт-эстафета    |
| 27.08.2016 | Норвегия 1. Карл Годегер Каас 2. Олав Лунданес 3. Магне Дейли             | Швейцария 1. Фабиан Хертнер 2. Даниэль Хубман 3. Матиас Кибурц                   | Швеция 1. Фредрик Бакман 2. Густав Бергман 3. Уильям Линд                     | Эстафета (мужчины) |
| 27.08.2016 | Россия 1.Анастасия Рудная 2. Светлана Миронова 3.Наталья Гемперле         | Дания 1. Сингл Клинтинг 2. Ида Бобах 3. Майя Альм                                | Финляндия 1. Сари Антонен 2. Марика Тейни 3. Мерья Рантанен                   | Эстафета (женщины) |

## Медальный зачет
| Место | Страна    | Золото | Серебро | Бронза | Всего |
| ----- | --------- | ------ | ------- | ------ | ----- |
| 1     | Швеция    | 3      | 0       | 2      | 5     |
| 2     | Норвегия  | 2      | 2       | 1      | 5     |
| 3     | Дания     | 2      | 1       | 0      | 3     |
| 4     | Швейцария | 1      | 4       | 3      | 8     |
| 5     | Россия    | 1      | 1       | 1      | 3     |
| 6     | Франция   | 0      | 1       | 0      | 1     |
| 7     | Финляндия | 0      | 0       | 1      | 1     |
| 7     | Беларусь  | 0      | 0       | 1      | 1     |
| Всего | Всего     | 9      | 9       | 9      | 27    |